# Liste der Monuments historiques in Saint-Laurent-sur-Saône
Die Liste der Monuments historiques in Saint-Laurent-sur-Saône führt die Monuments historiques in der französischen Gemeinde Saint-Laurent-sur-Saône auf.

## Liste der Bauwerke
| Bezeichnung          | Beschreibung                  | Standort | Kennzeichnung | Schutzstatus | Datum | Bild           |
| -------------------- | ----------------------------- | -------- | ------------- | ------------ | ----- | -------------- |
| Brücke Saint-Laurent | Erbaut ab dem 11. Jahrhundert | (Lage)   | PA00116558    | Classé       | 1987  | weitere Bilder |

## Liste der Objekte
- Monuments historiques (Objekte) in Saint-Laurent-sur-Saône in der Base Palissy des französischen Kultusministeriums